# Церковь Похвалы Богородицы (Дубна)
Церковь Похвалы Богородицы — приходской храм Дубненско-Талдомского благочиния Сергиево-Посадской епархии Русской православной церкви в городе Дубне Московской области.
Адрес: Московская область, город Дубна, улица Ратмино, 49. Расположен на территории историко-культурно-ландшафтного заповедника «Ратминская стрелка».

## История
В середине XVIII века в селе существовали две деревянные церкви, в их числе Похвалы Пресвятой Богородицы. В июле 1823 года от удара молнии церковь Похвалы Богородицы загорелась и была полностью уничтожена пожаром. Каменный храм Похвалы Пресвятой Богородицы сооружался в 1824—1827 годах на месте сгоревшего деревянного. Автор проекта новой церкви — архитектор Доменико Жилярди. Во второй половине XIX века к нему были пристроены два придела — южный (в честь святителя Николая Мирликийского) и северный (в честь пророка Илии). Рядом с храмом была возведена двухъярусная колокольня. С 1887 года при храме работала одноклассная церковно-приходская школа на 50 человек. В 1901 году к приходу относились деревни Ратмино и Козляки, а в 1915 году — деревни Иваньково, Пекуново, Прислон и Притыкино.

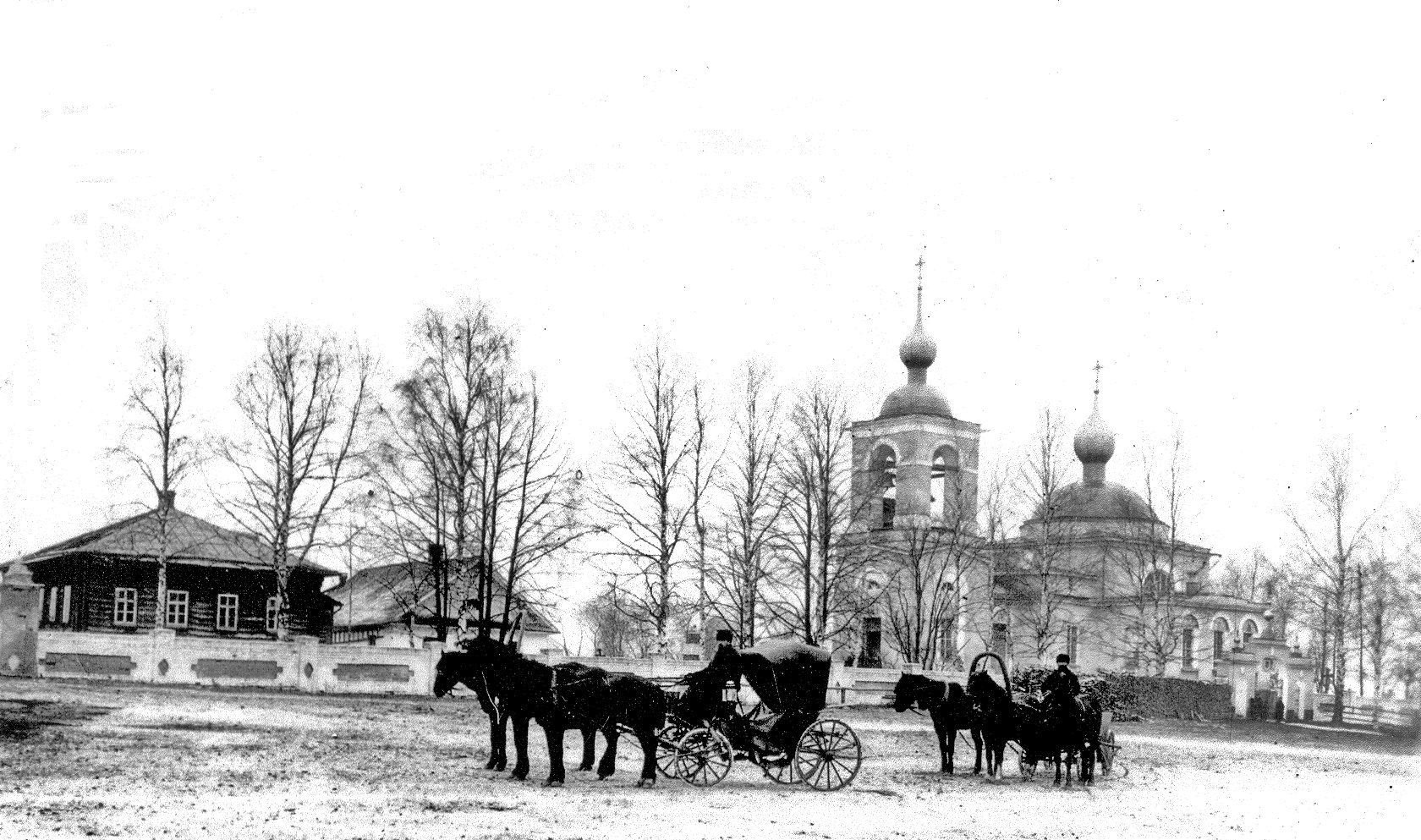
Церковь на дореволюционной фотографии, до 1907

В 1907—1914 здание церкви было реконструировано, при этом колокольня была достроена до третьего яруса и соединена с храмом. К колокольне же были сооружены ризница и служебное помещение. Реконструкцией руководил архитектор Юлий Дидерихс.
В 1930-е годы гонения на Церковь советской властью коснулись и церкви Похвалы Богородицы — она была закрыта и разорена. Последующие десятилетия простояла в заброшенном состоянии. В середине 1988 года в Дубне началась кампания за передачу церкви верующим. В 1989 году был создан приход, настоятелем которого митрополит Ювеналий (Поярков) назначил священника Александра Семёнова.
Храм был возвращён Русской православной церкви в 1989 году при непосредственном участии директора Объединённого института ядерных исследований академика Николая Боголюбова. Об этом свидетельствует памятная доска, установленная на храме. Освящение восстановленного храма 20 декабря 2009 года совершил митрополит Ювеналий.
Настоятелем церкви Похвалы Богородицы в Дубне с 1997 по 2007 год являлся протоиерей Виктор Паршинцев, с 2007 по 2018 год — протоиерей Владислав Бобиков, с марта 2018 года настоятелем храма служит протоиерей Павел Мурзич.